# Batalion Alarmowy Vannay
Batalion Alarmowy „Vannay” (niem. Alarmbataillon "Vannay") – węgierski ochotniczy oddział wojskowy podczas obrony Budapesztu na przełomie 1944/1945.
Batalion został sformowany w oblężonym Budapeszcie pod koniec października 1944 r. z inicjatywy członka Partii Strzałokrzyżowców mjr. László Vannaya, który stanął na jego czele. Składał się z trzech kompanii, dwóch półkompanii, plutonu ciężkich broni, plutonu łączności i pododdziału rezerwowego. Liczył według różnych źródeł od ponad 600 do 1000 ochotników, pochodzących spośród robotników, pracowników służb miejskich, młodzieży, strażaków. Mieli oni na wyposażeniu węgierskie karabiny ręczne i maszynowe. 29 grudnia otrzymali niemieckie uzbrojenie, w tym 1 działo przeciwpancerne 75 mm. Obsługę działa zapewniali skandynawscy ochotnicy Waffen-SS z 5 Dywizji Pancernej SS Wiking. Kolejne działo przeciwpancerne 76,2 mm zdobyto na Sowietach. Było ono obsługiwane przez ukraińskich Hiwisów. Przez Sowietów żołnierze batalionu byli często nazywani „duchami”, gdyż z powodu bardzo dobrej znajomości topografii miasta pojawiali się znienacka w różnych jego częściach. Oprócz udziału w walkach miejskich żołnierze batalionu brali też udział w pracach fortyfikacyjnych, gaszeniu pożarów, transportowaniu rannych itp. Oddział został całkowicie zniszczony podczas walk obronnych.